# Локо, Брадли
Брадли́ Локо́ Банзузи́ (фр. Bradley Locko Banzouzi; 6 мая 2002, Иври-сюр-Сен) — французский футболист, защитник клуба «Брест» и молодёжной сборной Франции.

## Клубная карьера
Брадли Локо родился в пригороде Парижа — в городке Иври-сюр-Сен и в 2019 году присоединился к молодёжной команде клуба «Лорьян». А через год футболист подписал свой первый профессиональный контракт с клубом Лиги 1 «Реймсом» и первый сезон провёл, выступая за вторую клубную команду в Национальном чемпионате 2.
Первую игру на профессиональном уровне Локо провел 15 августа 2021 года, когда вышел в стартовом составе на домашнюю игру против «Монпелье». После этого молодой защитник был оценен как перспективный игрок команды.
Вторую половину сезона 2022/23 Локо провёл в аренде в клубе «Брест». А по завершении аренды, летом 2023 года руководство клуба объявило о подписании полноценного контракта на четыре года с Брадли Локо. 
Во время предсезонных сборов сезона 24/25 игрок получил разрыв ахилового сухожилия. Из за этой травмы игрок пропустил большую часть сезона. В матче 33 тура против ФК Лилль вышел на замену на 72 минуте.

## Карьера в сборной
В 2023 году Брадли Локо получил вызов в молодёжную сборную Франции на матчи отбора на молодёжное Евро 2025 года, но на поле в тот раз он не выходил. В составе олимпийской сборной Франции стал серебряным призером Игр в Париже.